# Habrotrocha scabropyga
Habrotrocha scabropyga är en hjuldjursart som beskrevs av Bartoš 1958. Habrotrocha scabropyga ingår i släktet Habrotrocha och familjen Habrotrochidae. Inga underarter finns listade i Catalogue of Life.